# Elefanter
 "Elefant" omdirigeres hertil. For andre betydninger af Elefant, se Elefant (flertydig).
Elefanter (Elephantidae) er en familie i klassen pattedyr med traditionelt to nulevende arter, den afrikanske og den asiatiske. Ny forskning tyder dog på, at den afrikanske elefant skal opdeles, så der derfor i alt findes tre arter.

## Afrikansk og asiatisk elefant
Begge arter lever i familieflokke med en matriark, der fører an og tager beslutninger om, hvor flokken skal vandre hen for at finde føde. I familieflokken færdes hunnerne og ungdyrene, mens hannerne, når de bliver kønsmodne forlader flokken og strejfer om, enten alene eller i ungkarle-grupper. Den afrikanske elefant har størst ører og en flad pande.

### Status
Begge arter har været meget truede. De afrikanske elefanter er især i Sydafrika øget i antal, hvor der i nogle dyreparker næsten er for mange elefanter, takket være en meget hård indsats mod krybskytter og en værnen om naturparkerne. I Østen ser det værre ud, da elefantens levesteder hurtigt forsvinder. Her er kun meget få vilde elefanter tilbage i naturen.

## Udseende og adfærd
Elefanter fødes med en ofte rødlig, sparsom hårvækst. Håret bliver mørkere med alderen, og med tiden slides det stort set væk de fleste steder. Dog ses hår næsten altid på hoved og hale.

Elefanter kommunikerer ved hjælp af kropssprog og meget dybe rumlelyde, som det menneskelige øre knapt kan opfatte. Ved hjælp af lydene kan elefanterne kommunikere med hinanden over meget store afstande – flere kilometer.
Plinius den Ældre skrev om dem: "Elefanterne har nogle egenskaber, man ikke engang ser så ofte hos mennesker, nemlig ærlighed, fornuft, retfærdighedssans og respekt for stjernerne, solen og månen." 

### Tænder
Udover elefantens karakteristiske stødtænder har den også fire store kindtænder, der slides, når elefanten spiser. Disse kindtænder nedslides over en periode på 10 år. Nye kindtænder er i mellemtiden vokset ud bag de gamle, som skubbes ud af munden. Elefanten kan skifte kindtænder seks gange, og når det sidste sæt er udtjent, vil den dø af sult.

### Unger
Elefanter er et pattedyr. Ungerne hedder elefantkalv. Når en elefantkalv fødes, har den næsten ingen styrke i sin snabel. Derfor dier den med munden. Det tager flere måneder, før den opnår fuld kontrol over sin snabel. En elefant er drægtig i 2 år ad gangen, og kan få cirka 4 unger i sin levetid.

### Must
Must er en periodisk tilstand i hanelefanter, der er kendetegnet ved stærkt aggressiv adfærd og ledsaget af en stor stigning i reproduktive hormoner. Must-perioden forekommer hovedsageligt én gang om året og nogle gange to.

### Ingen knæ på forbenene
En gammel myte siger, at elefanten er det eneste pattedyr med fire knæ. Man ser elefantens knæ og albuer, når den bøjer sine ben. Her kan det godt se ud, som om forbenene har knæ, idet det nederste led på benene bøjes fremad. Men det er ikke et knæ, der bøjer sig, men derimod fodens vrist, som sidder højt oppe på benet. Elefanten går nemlig på sine tåspidser i de tykke trædepuder.

## Ronkedor
En ronkedor er en (gammel) hanelefant, der lever alene. Hanelefanter lever gerne alene, fra de bliver kønsmodne, og kan være aggressive. Herfra har ordet fået betydningen "en umedgørlig person eller krakiler". Før stavningen ronkedor blev standardiseret, har man også set ordet stavet runkedor, ronkador, og runkador.

## Klassifikation
Elefanterne i ordenen snabeldyr inddeles i flere familier, som alle er uddøde undtagen nogle få af arterne i familien Elephantidae. Denne familie deles i to underfamilier, hvor der kun findes nulevende elefanter blandt de egentlige elefanter.
- Underfamilie: Mammutter (Mammut)
- Underfamilie: Egentlige elefanter.

### Arter og underarter
Traditionelt regnes med to arter i underfamilien "egentlige elefanter", men nyere forskning har delt den afrikanske elefant i to arter, så der i alt er tre nulevende elefantarter.
- Asiatisk elefant (Elephas maximus) – også kendt som den indiske elefant
  - Underart: Indisk elefant (Elephas maximus indicus) på det indiske subkontinent
  - Underart: Sumatraelefant (Elephas maximus sumatranus) på Sumatra
  - Underart: Elephas maximus maximus på Sri Lanka
- Afrikansk savanneelefant (Loxodonta africana)
- Afrikansk skovelefant (Loxodonta cyclotis)

Flere øer, især i Middelhavet, har haft dværgelefanter. Nogle af disse arter påstås at have overlevet til så sent som 2.000 år f.Kr. Muligvis findes endnu en underart af asiatisk elefant på Borneo, Borneo-elefant (pygmæelefant),  der har levet 300.000 år isoleret på Borneo.

### Stamform
Stamformen til elefanterne som vi kender dem hed Primelephas, den var stamform til både mammutter og de egentlige elefanter. Primelephas levede i Centralafrika under den sene miocæn (for 5 millioner år siden). Man mener den levede i skove og havde små stødtænder i underkæben.